# Affare Schnæbelé

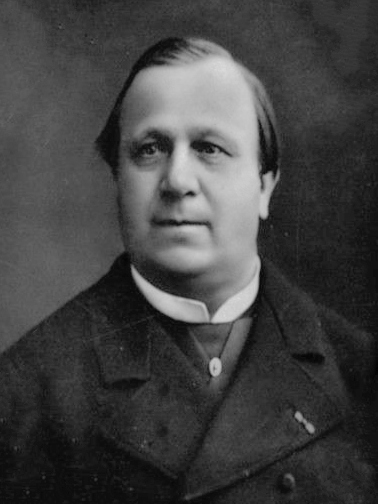
Guillaume Schnaebelé, il commissario di polizia francese che fu al centro dell'omonimo incidente diplomatico

L'affare Schnæbelé fu un incidente diplomatico tra Francia e Germania che ebbe luogo il 20 aprile 1887 sulla scia dei discorsi bellicosi del generale Georges Boulanger che avevano innalzato le già aspre tensioni tra i due paesi.

## Contesto
Il generale Georges Boulanger, allora Ministro della Guerra in Francia, al momento del suo arrivo al Ministero aveva avviato una complessa attività di spionaggio nelle regioni di Alsazia e Lorena, annesse all'Impero tedesco dopo la sconfitta subita dai francesi nella guerra franco-prussiana del 1870, nella prospettiva di una possibile rivincita che già invocava nei suoi discorsi. Per questa delicata operazione si rivolse a Guillaume Schnæbelé, commissario di polizia francese di origine alsaziana che operava presso la sede di Pagny-sur-Moselle nella Lorena francese, all'epoca territorio di confine con la Germania.

## Un poliziotto bilingue
Guillaume Schnaebelé o Wilhelm Schnäbele nacque l'11 ottobre 1827 a Eckbolsheim, in Alsazia, vicino a Strasburgo, e morì a Nancy il 5 dicembre 1900. Di professione insegnante elementare, nel 1860 era divenuto commissario straordinario della ferrovia locale, servizio tramite il quale poteva esercitare anche funzioni di polizia di sicurezza interna ed esterna. Durante la guerra del 1870-1871 fu incaricato di svolgere le prime operazioni di spionaggio a vantaggio dell'esercito francese e, nel 1871 optò per rimanere al servizio del governo francese quando la sua terra natia venne occupata dalla Germania. Il 3 febbraio 1877 il governo lo omaggiò con il cavalierato della legion d'onore per la fedeltà dimostrata alla causa dello stato francese.

### L'affare Schnaebelé
Il governo francese contava sul prezioso contributo di Schnaebelé nel continuare ad avere informazioni di prima mano sull'area occupata recentemente dai tedeschi, ma questi ultimi sapevano perfettamente della dubbia lealtà di Schnaebelé e soprattutto delle sue conoscenze nell'area. Senza dubbio caduto in una trappola tesagli dal governo tedesco, Schnæbelé si recò ad incontrare un suo collega che operava nel dipartimento della Mosella (annesso all'impero tedesco nel 1871) il quale lo aveva invitato a casa sua col pretesto di dover discutere di alcuni affari.
Il 20 aprile, mentre Schnæbelé si trovava nel punto convenuto al confine per incontrare il collega, venne arrestato da alcuni poliziotti tedeschi travestiti da braccianti agricoli. Durante la bagarre, secondo la testimonianza resa da due lavoratori dei vigneti attigui alla strada, François e Joseph Gautier, Schnaebelé riuscì a riattraversare il confine e fu infine arrestato "in territorio francese" e poi portato di forza entro il confine tedesco dove venne tenuto prigioniero dietro minaccia di essere condotto davanti alla corte marziale.

### La reazione francese
Subito dopo il fatto, René Goblet, allora Presidente del Consiglio dei Ministri francese, venne informato di quanto era accaduto e propose subito di inviare al governo tedesco un ultimatum per l'immediato rilascio del funzionario di polizia francese, sostenendo non solo che egli era stato arrestato ingiustamente in quanto convocato da un collega a casa sua per discutere di affari, ma che egli era anche stato tratto in arresto sul suolo francese da forze di polizia straniere. In questa sua perentoria richiesta, Goblet venne sostenuto dal ministro Boulanger che si dichiarò pronto a decretare la mobilitazione generale delle truppe e della riserva in caso di risposta negativa da parte dei tedeschi. Più freddi e consapevoli dei pericoli di una possibile nuova e rovinosa guerra per una Francia ancora senza alleati, il Presidente della Repubblica Jules Grévy ed il Ministro degli Affari Esteri Émile Flourens, da bravi giuristi, pensarono di puntare sulla questione legislativa dove i tedeschi si muovevano notoriamente in maniera meno sicura, pur consci del fatto che effettivamente Schnæbelé stesse svolgendo azioni di spionaggio per il governo francese, fatto che comunque non poteva essere dichiarato pubblicamente. Infatti, indipendentemente dal fatto che fosse stato arrestato o meno sul suolo tedesco, egli era un ufficiale di polizia che aveva varcato il confine. Il governo francese si accontentò quindi di chiedere in maniera più "innocente" spiegazioni alla Germania attraverso i propri diplomatici ed in particolare l'ambasciatore Jules Herbette di stanza a Berlino. Il primo ministro tedesco Bismarck, vista ad ogni modo la situazione internazionale e non volendo aggravare la rivalità già molto tesa con la Francia, fece infine rilasciare il commissario.